# Saint-Rome
Pour les articles homonymes, voir Saint-Rome (homonymie).
Saint-Rome est une commune française située dans l'est du département de la Haute-Garonne en région Occitanie.
Sur le plan historique et culturel, la commune est dans le Lauragais, l'ancien « Pays de Cocagne », lié à la fois à la culture du pastel et à l’abondance des productions, et de « grenier à blé du Languedoc ». Exposée à un climat océanique altéré, elle est notamment drainée par le canal du Midi et l'Hers-Mort.
Saint-Rome est une commune rurale qui compte 58 habitants en 2022, après avoir connu un pic de population de 248 habitants en 1946. Elle fait partie de l'aire d'attraction de Toulouse. Ses habitants sont appelés les Saint-Romains.
Le patrimoine architectural de la commune comprend un immeuble protégé au titre des monuments historiques : le château, inscrit en 1990.

## Géographie

### Localisation
La commune de Saint-Rome se trouve dans le département de la Haute-Garonne, en région Occitanie.
Elle se situe à 28 km à vol d'oiseau de Toulouse, préfecture du département, et à 27 km de Revel, bureau centralisateur du canton de Revel dont dépend la commune depuis 2015 pour les élections départementales.
La commune fait en outre partie du bassin de vie de Villefranche-de-Lauragais.
Les communes les plus proches sont : 
Vieillevigne (2,3 km), Montgaillard-Lauragais (2,5 km), Villenouvelle (2,6 km), Gardouch (2,7 km), Villefranche-de-Lauragais (3,7 km), Montesquieu-Lauragais (3,9 km), Mauremont (4,8 km), Renneville (5,3 km).
Sur le plan historique et culturel, Saint-Rome fait partie du Lauragais, occupant une vaste zone, autour de l’axe central que constitue le canal du Midi, entre les agglomérations de Toulouse au nord-ouest et Carcassonne au sud-est et celles de Castres au nord-est et Pamiers au sud-ouest. C'est l'ancien « Pays de Cocagne », lié à la fois à la culture du pastel et à l’abondance des productions, et de « grenier à blé du Languedoc ».
Saint-Rome est limitrophe de six autres communes.
Les communes limitrophes sont  Gardouch, Montesquieu-Lauragais, Montgaillard-Lauragais, Vieillevigne, Villefranche-de-Lauragais et Villenouvelle.
|                       | Villenouvelle | Montgaillard-Lauragais    |
| Montesquieu-Lauragais | Saint-Rome    | Villefranche-de-Lauragais |
| Vieillevigne          | Gardouch      |                           |

### Géologie et relief
La superficie de la commune de Saint-Rome est de 363 hectares. Son altitude varie de 163  à   174 mètres.

### Hydrographie
La commune est dans le bassin de la Garonne, au sein du bassin hydrographique Adour-Garonne. Elle est drainée par le canal du Midi, l'Hers-Mort, la Nauze et par un petit cours d'eau, constituant un réseau hydrographique de 7 km de longueur totale,.
Le canal du Midi, d'une longueur totale de 239,8 km, est un canal de navigation à bief de partage qui relie Toulouse à la mer Méditerranée depuis le xviie siècle.
L'Hers-Mort, d'une longueur totale de 89,3 km, prend sa source dans la commune de Laurac (11) et s'écoule du sud-est vers le nord-ouest. Il traverse la commune et se jette dans la Garonne à Grenade, après avoir traversé 40 communes.

### Climat
Pour des articles plus généraux, voir Climat de l'Occitanie et Climat de la Haute-Garonne.
En 2010, le climat de la commune est de type climat du Bassin du Sud-Ouest, selon une étude s'appuyant sur une série de données couvrant la période 1971-2000. En 2020, Météo-France publie une typologie des climats de la France métropolitaine dans laquelle la commune est exposée à un climat océanique altéré et est dans la région climatique Aquitaine, Gascogne, caractérisée par une pluviométrie abondante au printemps, modérée en automne, un faible ensoleillement au printemps, un été chaud (19,5 °C), des vents faibles, des brouillards fréquents en automne et en hiver et des orages fréquents en été (15 à 20 jours).
Pour la période 1971-2000, la température annuelle moyenne est de 13,3 °C, avec une amplitude thermique annuelle de 16 °C. Le cumul annuel moyen de précipitations est de 687 mm, avec 9,1 jours de précipitations en janvier et 5,2 jours en juillet. Pour la période 1991-2020, la température moyenne annuelle observée sur la station météorologique la plus proche, située sur la commune de Ségreville à 10 km à vol d'oiseau, est de 13,4 °C et le cumul annuel moyen de précipitations est de 747,6 mm,. Pour l'avenir, les paramètres climatiques de la commune estimés pour 2050 selon différents scénarios d'émission de gaz à effet de serre sont consultables sur un site dédié publié par Météo-France en novembre 2022.

### Milieux naturels et biodiversité
Aucun espace naturel présentant un intérêt patrimonial n'est recensé sur la commune dans l'inventaire national du patrimoine naturel,,.

## Urbanisme

### Typologie
Au 1er janvier 2024, Saint-Rome est catégorisée commune rurale à habitat très dispersé, selon la nouvelle grille communale de densité à sept niveaux définie par l'Insee en 2022.
Elle est située hors unité urbaine. Par ailleurs la commune fait partie de l'aire d'attraction de Toulouse, dont elle est une commune de la couronne,. Cette aire, qui regroupe 527 communes, est catégorisée dans les aires de 700 000 habitants ou plus (hors Paris),.

### Occupation des sols
L'occupation des sols de la commune, telle qu'elle ressort de la base de données européenne d’occupation biophysique des sols Corine Land Cover (CLC), est marquée par l'importance des territoires agricoles (98,7 % en 2018), une proportion identique à celle de 1990 (98,7 %). La répartition détaillée en 2018 est la suivante : 
terres arables (98,7 %), forêts (1,3 %). L'évolution de l’occupation des sols de la commune et de ses infrastructures peut être observée sur les différentes représentations cartographiques du territoire : la carte de Cassini (XVIIIe siècle), la carte d'état-major (1820-1866) et les cartes ou photos aériennes de l'IGN pour la période actuelle (1950 à aujourd'hui).

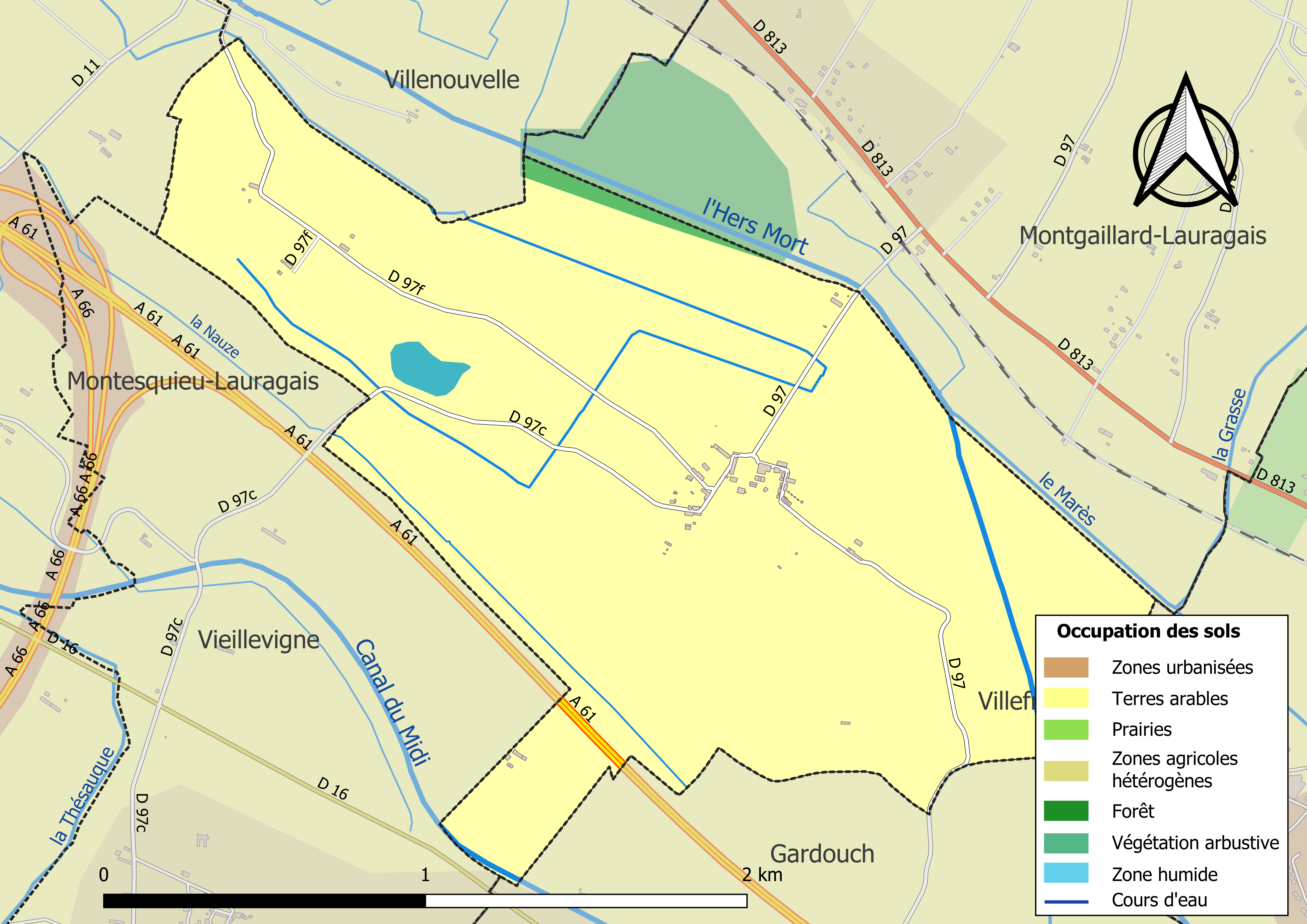
Carte des infrastructures et de l'occupation des sols de la commune en 2018 (CLC).

### Voies de communication et transports

#### Voies de communication
Accès avec les routes départementales D 97C et D 97. La commune est située près de l'intersection des autoroutes A61 et A66.

#### Transports
La ligne 350 du réseau Arc-en-Ciel relie la commune à la station Université-Paul-Sabatier du métro de Toulouse depuis Avignonet-Lauragais, la ligne 386 relie la commune à la gare routière de Toulouse depuis Villefranche-de-Lauragais, et la ligne 413 du réseau liO relie la commune à la gare routière de Toulouse et à Castelnaudary.

### Risques majeurs
Le territoire de la commune de Saint-Rome est vulnérable à différents aléas naturels : météorologiques (tempête, orage, neige, grand froid, canicule ou sécheresse), inondations et séisme (sismicité très faible). Il est également exposé à un risque technologique, la rupture d'un barrage. Un site publié par le BRGM permet d'évaluer simplement et rapidement les risques d'un bien localisé soit par son adresse soit par le numéro de sa parcelle.

#### Risques naturels
Certaines parties du territoire communal sont susceptibles d’être affectées par le risque d’inondation par débordement de cours d'eau, notamment l'Hers-Mort. La commune a été reconnue en état de catastrophe naturelle au titre des dommages causés par les inondations et coulées de boue survenues en 1982, 1996, 1998, 1999, 2000 et 2009,.

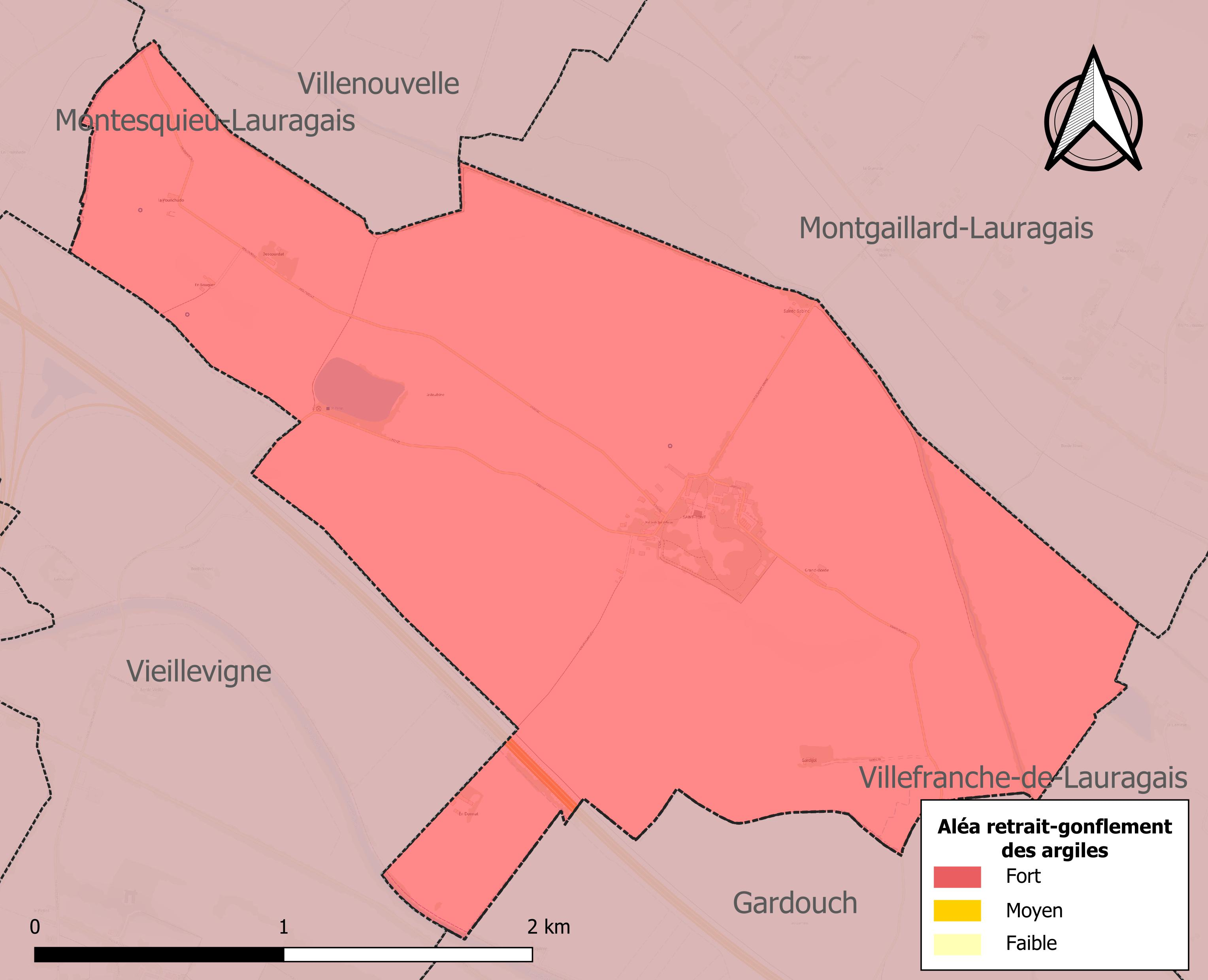
Carte des zones d'aléa retrait-gonflement des sols argileux de Saint-Rome.

Le retrait-gonflement des sols argileux est susceptible d'engendrer des dommages importants aux bâtiments en cas d’alternance de périodes de sécheresse et de pluie. La totalité de la commune est en aléa moyen ou fort (88,8 % au niveau départemental et 48,5 % au niveau national). Sur les 28 bâtiments dénombrés sur la commune en 2019, 28 sont en aléa moyen ou fort, soit 100 %, à comparer aux 98 % au niveau départemental et 54 % au niveau national. Une cartographie de l'exposition du territoire national au retrait gonflement des sols argileux est disponible sur le site du BRGM,.
Par ailleurs, afin de mieux appréhender le risque d’affaissement de terrain, l'inventaire national des cavités souterraines permet de localiser celles situées sur la commune.
Concernant les mouvements de terrains, la commune a été reconnue en état de catastrophe naturelle au titre des dommages causés par la sécheresse en 2016 et par des mouvements de terrain en 1999.

#### Risques technologiques
La commune est en outre située en aval du barrage de l'Estrade sur la Ganguise (département de l'Aude). À ce titre elle est susceptible d’être touchée par l’onde de submersion consécutive à la rupture de cet ouvrage.

## Politique et administration

### Administration municipale
Le nombre d'habitants au recensement de 2011 étant compris entre 0 et 99, le nombre de membres du conseil municipal pour l'élection de 2014 est de sept,.

### Rattachements administratifs et électoraux
Commune faisant partie de la septième circonscription de la Haute-Garonne de la communauté de communes des Terres du Lauragais et du canton de Revel (avant le redécoupage départemental de 2014, Saint-Rome faisait partie de l'ex-canton de Villefranche-de-Lauragais) et avant le 1er janvier 2017 elle faisait partie de la communauté de communes Cap-Lauragais.

### Liste des maires
| Période                                  | Période  | Identité                 | Étiquette | Qualité                    |
| ---------------------------------------- | -------- | ------------------------ | --------- | -------------------------- |
| Les données manquantes sont à compléter. |          |                          |           |                            |
| avant 1981                               | 1993     | Martin de La Panouse     |           |                            |
| mai 1993                                 | 2010     | Christophe de La Panouse |           |                            |
| juin 2010                                | 2020     | Robert Massicot          | DVD       | Retraité Fonction publique |
| mai 2020                                 | En cours | Geoffroy de La Panouse   |           | Agriculteur                |

## Population et société

### Démographie
L'évolution du nombre d'habitants est connue à travers les recensements de la population effectués dans la commune depuis 1800. Pour les communes de moins de 10 000 habitants, une enquête de recensement portant sur toute la population est réalisée tous les cinq ans, les populations de référence des années intermédiaires étant quant à elles estimées par interpolation ou extrapolation. Pour la commune, le premier recensement exhaustif entrant dans le cadre du nouveau dispositif a été réalisé en 2006.

En 2022, la commune comptait 58 habitants, en évolution de +20,83 % par rapport à 2016 (Haute-Garonne : +8,02 %, France hors Mayotte : +2,11 %).
| 1800 | 1806 | 1821 | 1831 | 1836 | 1841 | 1846 | 1851 | 1856 |
| ---- | ---- | ---- | ---- | ---- | ---- | ---- | ---- | ---- |
| 167  | 151  | 207  | 220  | 177  | 188  | 180  | 174  | 184  |

| 1861 | 1866 | 1872 | 1876 | 1881 | 1886 | 1891 | 1896 | 1901 |
| ---- | ---- | ---- | ---- | ---- | ---- | ---- | ---- | ---- |
| 169  | 151  | 160  | 141  | 127  | 126  | 134  | 125  | 119  |

| 1906 | 1911 | 1921 | 1926 | 1931 | 1936 | 1946 | 1954 | 1962 |
| ---- | ---- | ---- | ---- | ---- | ---- | ---- | ---- | ---- |
| 135  | 114  | 98   | 92   | 100  | 106  | 248  | 110  | 121  |

| 1968 | 1975 | 1982 | 1990 | 1999 | 2006 | 2011 | 2016 | 2021 |
| ---- | ---- | ---- | ---- | ---- | ---- | ---- | ---- | ---- |
| 108  | 81   | 93   | 74   | 68   | 61   | 56   | 48   | 58   |

| 2022 | - | - | - | - | - | - | - | - |
| ---- | - | - | - | - | - | - | - | - |
| 58   | - | - | - | - | - | - | - | - |

| selon la population municipale des années : | 1968 | 1975 | 1982 | 1990 | 1999 | 2006 | 2009 | 2013 |
| Rang de la commune dans le département      | 463  | 501  | 484  | 493  | 480  | 535  | 545  | 550  |
| Nombre de communes du département           | 592  | 582  | 586  | 588  | 588  | 588  | 589  | 589  |

### Enseignement
Saint-Rome fait partie de l'académie de Toulouse.

### Activités sportives
Chasse, randonnée pédestre,

### Écologie et recyclage
La collecte et le traitement des déchets des ménages et des déchets assimilés ainsi que la protection et la mise en valeur de l'environnement se font dans le cadre de la communauté de communes Cap-Lauragais.

## Économie

### Emploi
|                | 2008   | 2013  | 2018  |
| -------------- | ------ | ----- | ----- |
| Commune        | 12,5 % | 0 %   | 0 %   |
| Département    | 7,7 %  | 9,6 % | 9,3 % |
| France entière | 8,3 %  | 10 %  | 10 %  |

En 2018, la population âgée de 15 à 64 ans s'élève à 30 personnes, parmi lesquelles on compte 76,9 % d'actifs (76,9 % ayant un emploi et 0 % de chômeurs) et 23,1 % d'inactifs,. En  2018, le taux de chômage communal (au sens du recensement) des 15-64 ans est inférieur à celui de la France et du département, alors qu'en 2008 la situation était inverse.
La commune fait partie de la couronne de l'aire d'attraction de Toulouse, du fait qu'au moins 15 % des actifs travaillent dans le pôle,. Elle compte 10 emplois en 2018, contre 8 en 2013 et 8 en 2008. Le nombre d'actifs ayant un emploi résidant dans la commune est de 23, soit un indicateur de concentration d'emploi de 42,4 % et un taux d'activité parmi les 15 ans ou plus de 51,3 %.
Sur ces 23 actifs de 15 ans ou plus ayant un emploi, 6 travaillent dans la commune, soit 25 % des habitants. Pour se rendre au travail, 80 % des habitants utilisent un véhicule personnel ou de fonction à quatre roues, 10 % s'y rendent en deux-roues, à vélo ou à pied et 10 % n'ont pas besoin de transport (travail au domicile).

### Activités hors agriculture
Deux établissements seulement relevant d’une activité hors champ de l’agriculture sont implantés  à Saint-Rome au 31 décembre 2019.

### Agriculture
|               | 1988 | 2000 | 2010 | 2020 |
| ------------- | ---- | ---- | ---- | ---- |
| Exploitations | 2    | 1    | 1    | 1    |
| SAU (ha)      | 334  | 369  | 385  | 386  |

La commune est dans le Lauragais, une petite région agricole occupant le nord-est du département de la Haute-Garonne, dont les coteaux portent des grandes cultures en sec avec une dominante blé dur et tournesol. En 2020, l'orientation technico-économique de l'agriculture  sur la commune est la culture de céréales et/ou d'oléoprotéagineuses. Une seule  exploitation agricole ayant son siège dans la commune est recensée lors du recensement agricole de 2020 (deux en 1988). La superficie agricole utilisée est de 386 ha,,.

## Culture locale et patrimoine

### Lieux et monuments
- Écovillage : curieuses demeures du XIXe siècle dans différents styles européens et d'outre-mer[42].
- Château
- Église paroissiale Saint-Romain
- Haras royal de Saint-Rome

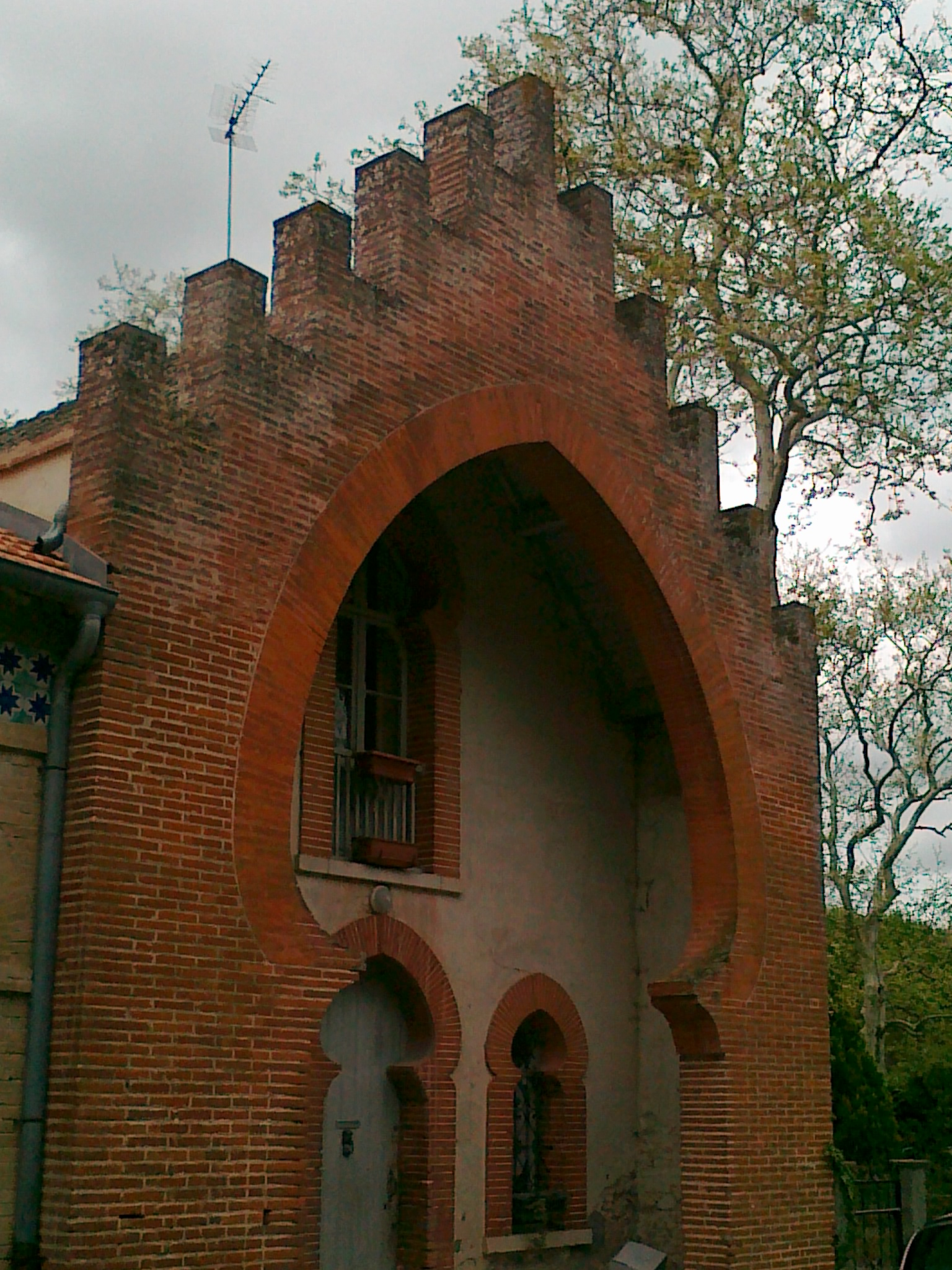
Maison typique de Saint-Rome.
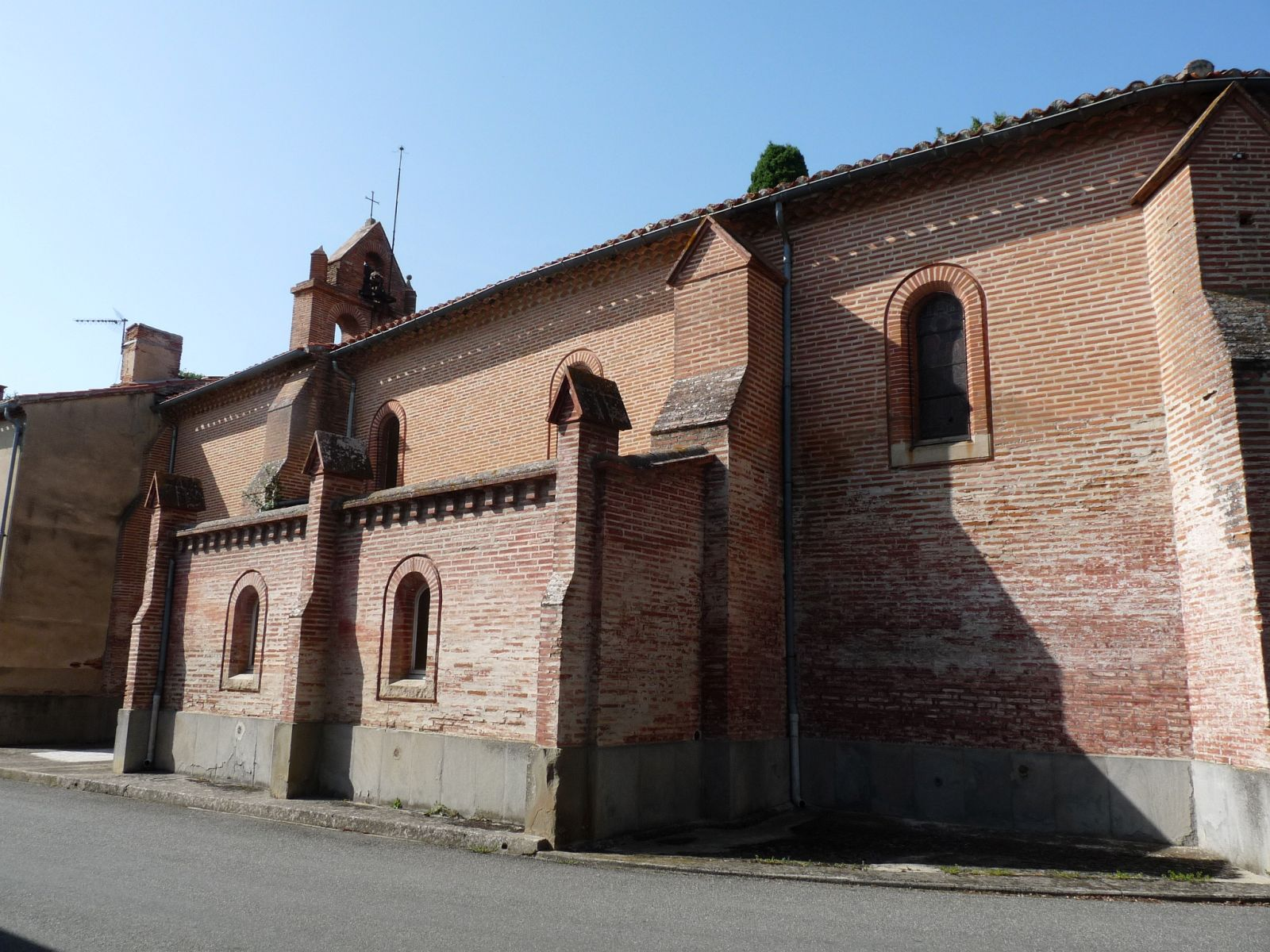
L'église Saint-Romain
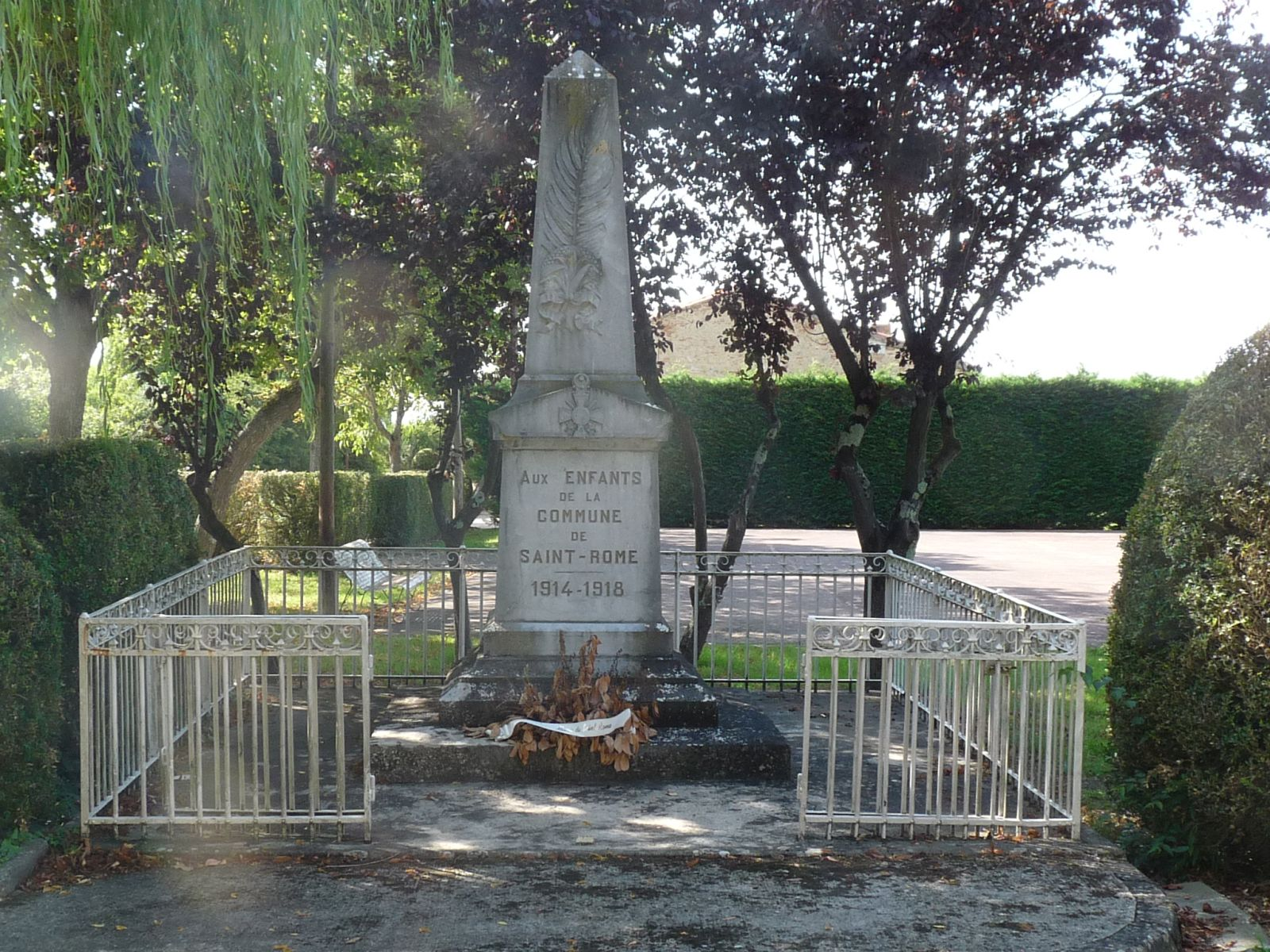
Le monument aux morts